# Sistema de governo dual tibetano

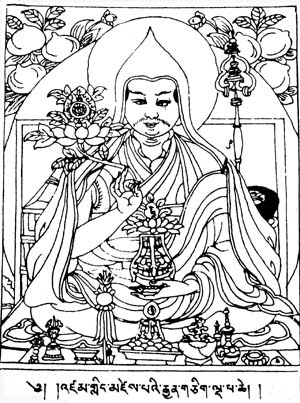
Ngawang Lobsang Gyatso, o quinto Dalai Lama, implementou o tradicional cho-sid-nyi (sistema dual) no Tibete.

O sistema do governo dual tibetano é a forma tradicional de governo do povo tibetano, pelo qual o Desi (governante temporal) coexiste com a autoridade espiritual do reino, geralmente unificado sob um terceiro governante individual. A distribuição efetiva do poder entre instituições varia de acordo com o tempo e a localização. O nome tibetano do sistema, Chos-srid-gnyis ou cho-sid-nyi, significa literalmente "Dharma e temporal", mas também pode ser traduzido como "sistema dual de religião e política".
Uma vez que o governante supremo é o patrono e protetor da religião do estado, alguns aspetos do sistema dual de governo podem ser comparados ao Governador Supremo da Igreja de Inglaterra, ou mesmo com o sistema de teocracia. No entanto, outros aspetos assemelham-se ao secularismo, com o objetivo de separar as doutrinas da religião e da política. Sob o cho-sid-nyi, as autoridades religiosas e temporais exercem o poder político real, embora no contexto de instituições oficialmente separadas. Os funcionários religiosos e seculares podem trabalhar lado a lado, sendo cada um responsável pelas suas respetivas burocracias.

## História
Pelo menos no período da presença mongol no Tibete, nos séculos XIII e XIV, os clérigos budistas e Bön participaram no governo secular, tendo os mesmos direitos que os leigos para serem nomeados funcionários estaduais, militares e civis. Este sistema contrastou fortemente com o da China, no qual a visão budista da política como uma "ciência funesta", bem como o monopólio confuciano sobre a burocracia, impediu essa atividade política por parte dos Sangha. Na dinastia Ming (fundada em 1368), os Sakya ocuparam cargos acima de ambos os componentes, incorporando um governo de ambos, chos e srid. Em resultado, havia dois conjuntos de leis e funcionários, os religiosos (tibetano: ལྷ་ སདེ་, Wylie: lha-sde) e o temporal (tibetano: མི་ སྡེ་, Wylie: mi-sde), no entanto, os ramos compartilhavam o governo e não dependiam exclusivamente um do outro. Esse sistema político costumava operar sob a soberania mongol e chinesa, com o respetivo imperador sobre a administração tibetana local.
A forma de governo tibetano de 1642 a 1951 foi a do cho-sid-nyi. O sistema dual foi implementado durante um período de consolidação sob o quinto Dalai Lama (1642-1682), que religiosamente e politicamente unificou o Tibete após uma guerra civil prolongada. Este dirigente colocou o governo do Tibete sob o controle da escola Gelug do budismo tibetano depois de derrotar as seitas rivais Kagyu e Jonang e o governante secular, o Príncipe Tsangpa. O modelo tibetano procurou produzir uma síntese dos componentes complementares da norma mundana: Dharma (tibetano: ཆོས་ ལུགས་, Wylie: chos-lugs) e Samsara (tibetano: འཇིག་ རྟེན་, Wylie: 'jig-rten). Uma suposição básica desse sistema é que o senhor secular dependia da religião no que respeita à legitimidade, enquanto a instituição da religião do estado dependia do patrocínio e da proteção da elite política.

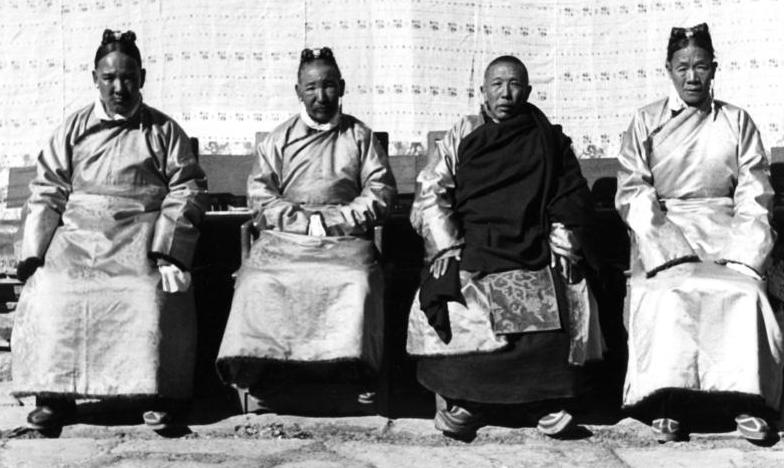
O Kashag tibetano em 1938–39. Entre 1751 e 1951 o Kashag substituiu o cargo do Desi no sistema dual tibetano, o cho-sid-nyi.

Em 1751, o Sétimo Dalai Lama aboliu o cargo de Desi (ou Regente), em quem havia sido colocado muito poder. O Desi foi substituído pelo Kashag (Conselho do Governo) para representar a administração civil. O Dalai Lama tornou-se o líder espiritual e político do Tibete.
No Butão, o sistema dual foi estabelecido por Shabdrung Ngawang Namgyal no século XVII sob o código conhecido como Tsa Yig. Tendo fugido da perseguição sectária no Tibete, Ngawang Namgyal estabeleceu a linhagem Drukpa como a religião do Estado. Sob o sistema butanês, os poderes do governo foram divididos entre a filial religiosa, liderada por Je Khenpo da linhagem Drukpa, e o ramo administrativo civil, liderado pelo Druk Desi. Tanto Je Khenpo como Druk Desi estavam sob a autoridade nominal de Shabdrung, uma reencarnação de Ngawang Namgyal. Após a morte de Shabdrung Ngawang Namgyal, O Butão seguiu nominalmente o sistema dual de governo. Na prática, o Shabdrung costumava ser uma criança sob o controle do Druk Desi, e os criminosos regionais (governadores) frequentemente administraram os seus distritos desafiando Druk Desi, até ao surgimento da monarquia unificada no início do século XX.
Em Ladakh e em Sikkim, duas dinastias relacionadas com Chogyal reinaram com controle absoluto, pontuadas por períodos de invasão e colonização pelo Tibete, Butão, Índia, Nepal, Paquistão e Império Britânico. A base da monarquia Chogyal em Ladakh e Sikkim foi o reconhecimento dos Três Lamas, e o título Chogyal (tibetano: ཆོས་ རྒྱལ་, Wylie: chos-rgyal, "Dharma Raja" ou "Rei Religioso") refere-se a si mesmo como um sistema dual de governo. A dinastia Namgyal de Ladakh durou de 1470 a 1834. A autonomia da elite tibetana em Ladakh, bem como o seu sistema de governo, terminou com as campanhas do reino sikh Zorawar Singh e da soberania Rajput. O Ladakh tornou-se uma região dentro do estado indiano de Jammu e Caxemira. A dinastia Namgyal continuou em Sikkim de 1542 a 1975, quando o reino votou para se juntar à Índia.

## Versões contemporâneas

### Reino do Butão
O único exemplo moderno de um governo soberano que opera sob o duplo sistema de governo é o Butão, embora exista sob uma forma altamente modificada. Em 1907, num esforço para reformar o sistema político disfuncional, os penlops (governadores) do Butão orquestraram o estabelecimento de uma monarquia bhutanesa com Ugyen Wangchuck, o Penlop de Trongsa, instalado como rei hereditário, com o apoio da Grã-Bretanha e contra os desejos do Tibete. Desde o estabelecimento da dinastia Wangchuck em 1907, o cargo do Druk Desi foi ocupado pelo atual Druk Gyalpo (o rei de Butão). Sob a monarquia, a influência relativa de Je Khenpo diminuiu. No entanto, a posição ainda é poderosa e Je Khenpo é normalmente visto como o mais próximo e mais poderoso conselheiro do Druk Gyalpo.
O cargo de Shabdrung não sofreu o mesmo destino que no desenho original e foi incluído no cargo do Druk Gyalpo. A família real viu-se questionada sobre a sua legitimidade nos seus primeiros anos, com as reencarnações dos vários Shabdrungs a significarem uma ameaça latente. De acordo com uma fonte de Drukpa, o irmão de Shabdrung, Chhoki Gyeltshen, desafiou o acesso do rei Jigme Wangchuck em 1926. Havia rumores de que se teria encontrado com Mahatma Gandhi para obter apoio para o Shabdrung contra o rei. O sétimo Shabdrung, Jigme Dorji, foi confinado ao mosteiro de Talo e morreu em 1931, sob rumores de assassinato. Ele foi o último Shabdrung reconhecido pelo Butão; Os requerentes após a encarnação não foram reconhecidos pelo governo. Em 1962, Jigme Ngawang Namgyal, conhecido como Shabdrung Rinpoche por seus seguidores, fugiu do Butão para a Índia, onde passou o resto da sua vida. Até 2002, os peregrinos butaneses podiam viajar para Kalimpong, no sul do Butão, para visitar o Mestre. Em 5 de abril de 2003, o Shabdrung morreu. Alguns dos seus seguidores afirmam que ele foi envenenado, enquanto Kuensel, o jornal oficial do governo do Butão, explicou que ele morreu após uma longa luta contra o cancro. No início de 2007, o atual Shabdrung, Pema Namgyel, que na época era uma criança, tomou conhecimento de que tinha sido colocado em prisão domiciliária no Butão, junto com seus pais, desde 2005, depois de ter sido convidado para o Butão a partir sua casa em Bodh Gaya, na Índia.
A Constituição do Butão, promulgada em 2008, confirma o compromisso do Butão com o sistema dual de governo. No entanto, o título de Druk Desi nunca é mencionado na Constituição, e todos os poderes administrativos são conferidos diretamente ao Druk Gyalpo e aos cargos civis. Além disso, o Druk Gyalpo nomeia o Je Khenpo com o conselho dos Cinco Lopons. Na Constituição de 2008, também não há referência ao cargo de Shabdrung.

### Governo tibetano no exílio
O parlamento do governo tibetano no exílio consta de 43 a 46 membros, incluindo 10 delegados religiosos (2 membros de cada uma das quatro escolas de budismo tibetano e da escola tradicional Bön). Além dos assentos reservados para os representantes religiosos, os cargos de eleição popular geralmente estão abertos ao clero: o primeiro-ministro do seu parlamento é Lobsang Tenzin, um monge budista. A administração do governo no exilio foi encabeçada durante décadas pelo Dalai Lama, mas em 2011, descartou os seus poderes temporais (seculares), mantendo só o seu papel como líder espiritual.